# アメリカ哲学協会
アメリカ哲学協会（アメリカてつがくきょうかい、American Philosophical Society (APS)）は、アメリカ合衆国の自然科学と人文科学に関する学術団体である。1743年にフィラデルフィアで設立された、アメリカ初の学術団体とされ、長きにわたりアメリカの文化的・知的生活において重要な役割を果たしてきた。
研究助成金、学術雑誌の発行、アメリカ哲学協会の博物館や図書館、定期的な会合などを通じて、同協会は自然科学と人文科学の様々な分野の発展に貢献している。
独立記念館のすぐ東側にある哲学会館は、長らく同協会の本部として使用され、現在は博物館となっている。1965年にアメリカ合衆国国定歴史建造物に指定された。

## 歴史
1743年、ベンジャミン・フランクリン、ジェームズ・アレクサンダー、フランシス・ホプキンソン、ジョン・バートラム、フィリップ・シンらによって、それまでの相互研鑽クラブ「ジュント」から派生して哲学協会が設立された。

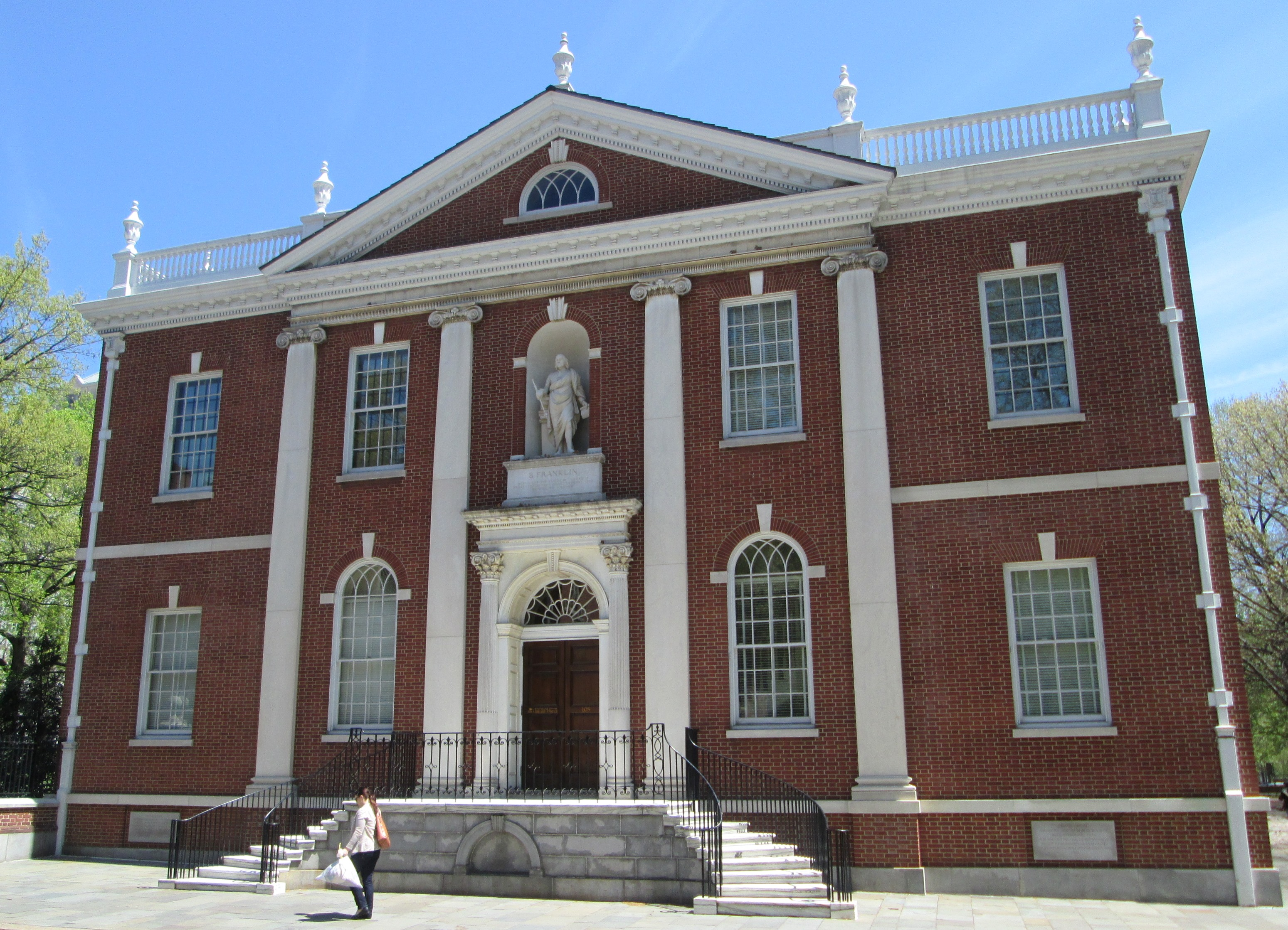
図書館（2013年撮影）

初期のメンバーには、ジョン・ディキンソン、ジョージ・ワシントン、ジョン・アダムス、トーマス・ジェファーソン、アレクサンダー・ハミルトン、ジェイムズ・マクヘンリー、トマス・ペイン、デイビット・リッテンハウス、ニコラス・ビドル、オーウェン・ビドル、ベンジャミン・ラッシュ、ジェームズ・マディソン、マイケル・ヒレガス、ジョン・マーシャル、ジョン・アンドリュースなどがいた。
当時の知識人の集まりは、世界中から会員を募集するのが一般的だった。同協会も、プロイセンのアレクサンダー・フォン・フンボルトやフリードリッヒ・ヴィルヘルム・フォン・シュトイベン、フランスのラファイエット、リトアニアのタデウシュ・コシチュシュコ、ロシアのエカテリーナ・ダーシュコワなど、アメリカ国外からも会員を募っていった。
1746年に活動を停止したが、1767年に復活した。1769年1月2日に、アメリカ有用知識促進協会(American Society for Promoting Useful Knowledge)と統合し、「有用知識促進のためにフィラデルフィアで開催されたアメリカ哲学協会」(American Philosophical Society Held at Philadelphia for Promoting Useful Knowledge)となった。初代会長にはフランクリンが選ばれた。この時期に、常設のアメリカ改善委員会(Committee on American Improvements)を設置した。この委員会の初期の目的の一つには、チェサピーク湾とデラウェア川を結ぶ運河の見通しの調査があった。チェサピーク・アンド・デラウェア運河はトーマス・ギルピンにより計画され、1820年代に建設された。

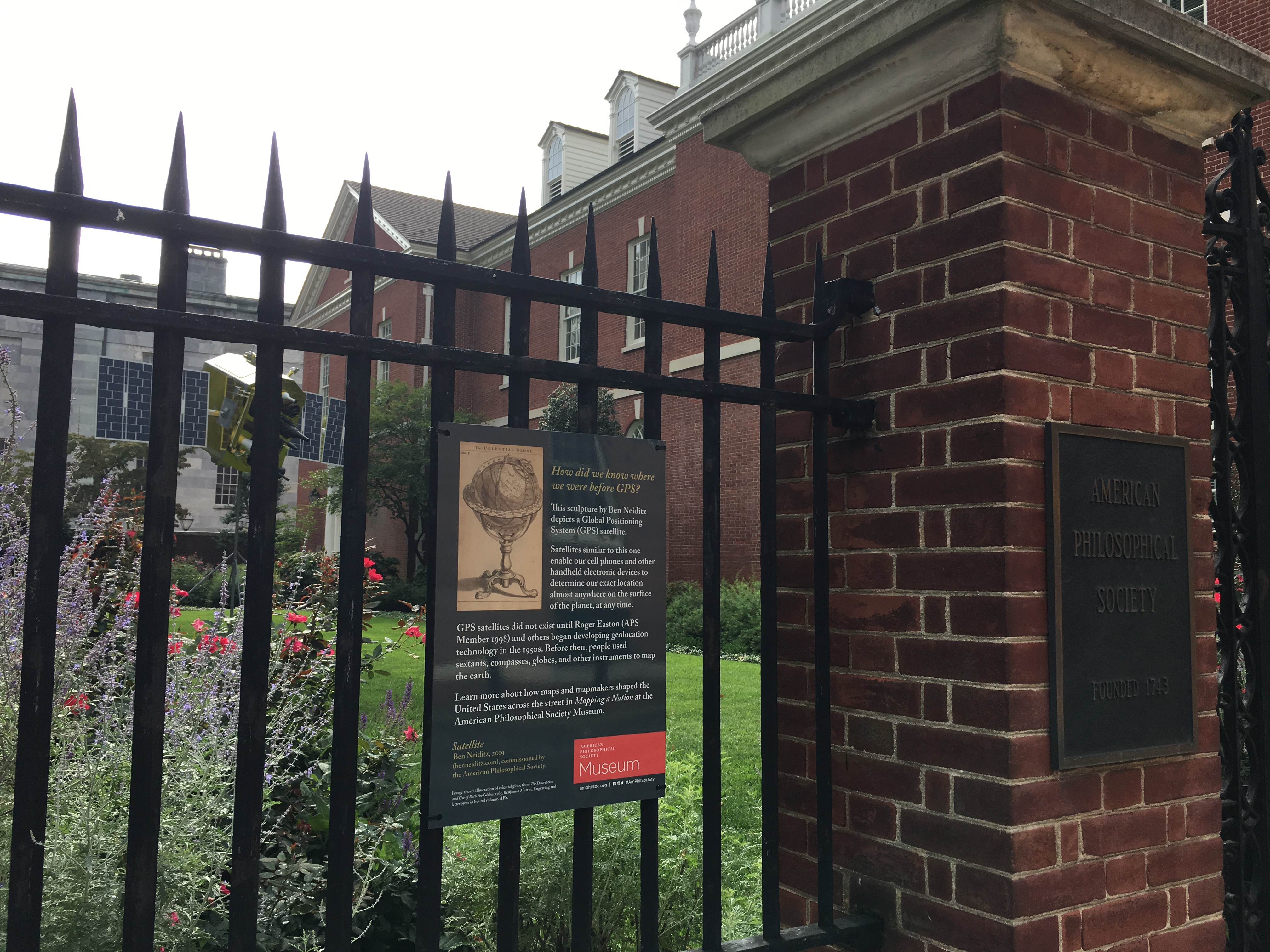
図書館に隣接するトーマス・ジェファーソン・ガーデン

アメリカ合衆国の独立後、同協会はアメリカ独立宣言の署名者の一人であるフランシス・ホプキンソンに指導を仰いだ。ホプキンソンのつてで、ペンシルバニア州政府から土地の提供を受け、フィラデルフィアに哲学会館が建てられた。

これまでに、チャールズ・ダーウィン、ロバート・フロスト、ルイ・パスツール、エリザベス・キャボット・アガシー、ジョン・ジェームズ・オーデュボン、ライナス・ポーリング、マーガレット・ミード、マリア・ミッチェル、トーマス・エジソンなどが会員となった。2005年現在の会員数は920名で、その内訳は772名の国内会員（アメリカ合衆国市民または居住者）と、20数か国の148名の外国人会員である。
APSの最初の役員や貢献者にはシンシナティ協会(SOC)の会員が多く、APSとSOCは今でも非公式な同僚関係を保っている。

## 賞
1786年に、航海術・天文学・自然哲学の業績を称える賞であるマゼラン・プレミアムを創設した。この賞は、アメリカの機関が授与する科学賞としては最も古い。
その他に、文化史部門のバルズン賞、ジャドソン・ダランド臨床研究賞、ベンジャミン・フランクリン・メダル、神経生物学部門のカール・スペンサー・ラシュレー賞、ルイス賞、芸術・人文・社会科学分野での優れた業績を称えるトーマス・ジェファーソン・メダルなどを授与している。

## 出版物とアーカイブ
APSは、1771年から"Transactions of the American Philosophical Society"（アメリカ哲学協会紀要）を毎年5号発行している。1938年からは"Proceedings of the American Philosophical Society"（アメリカ哲学協会会報）を発行し、年2回開催される学会で発表された論文を掲載している。
APSは、ベンジャミン・フランクリン、ジョセフ・ヘンリー、ウィリアム・ペン、メリウェザー・ルイス、ウィリアム・クラークの論文集も出版した。ジェーン・エイトケンは、APSの本を400冊出版した。
また、アメリカ合衆国憲法の起草者であるジョン・ディキンソンに関する膨大なアーカイブを保有している。

## 建造物

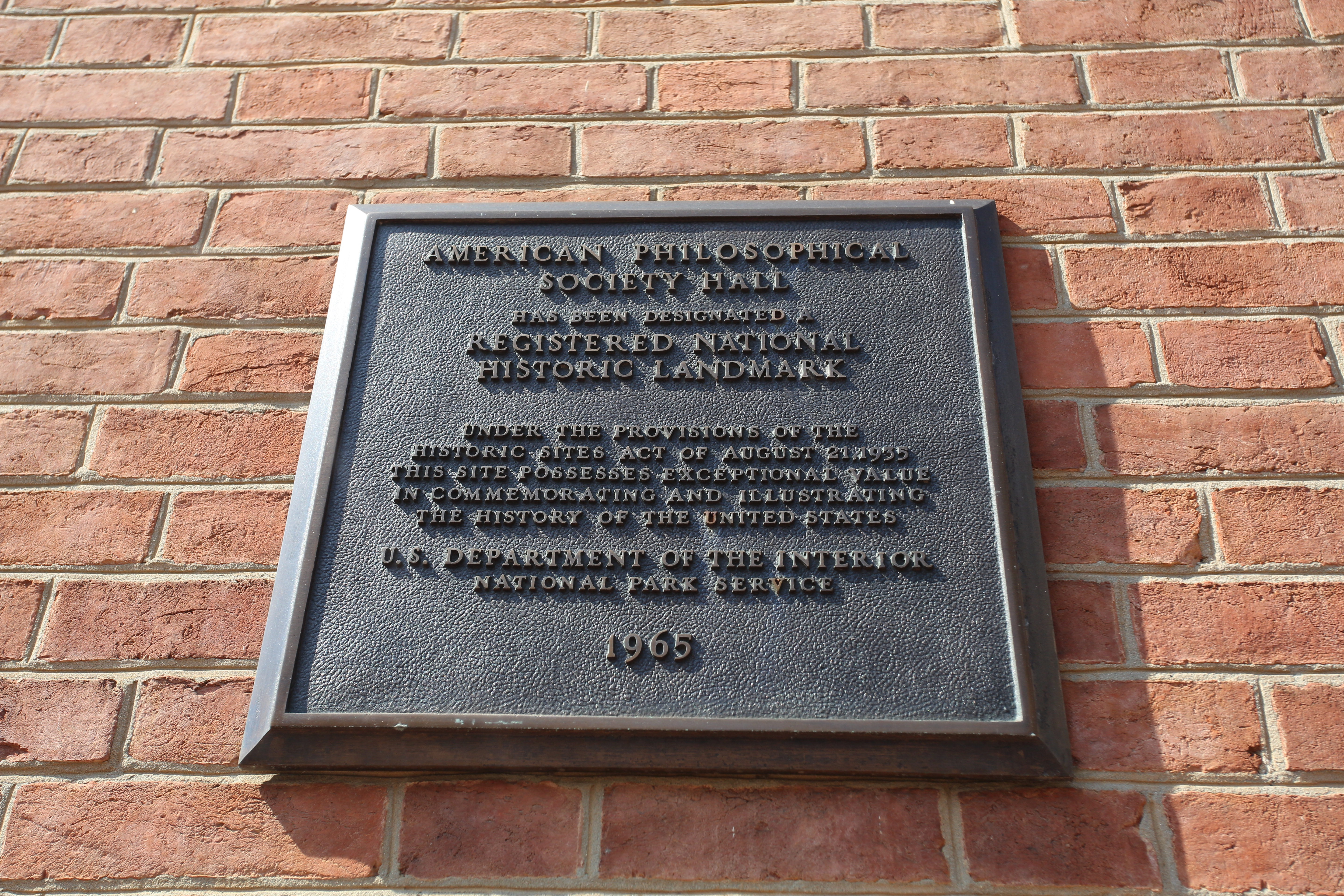
国定歴史建造物の銘板

### 哲学会館
哲学会館(Philosophical Hall)は、フィラデルフィアの南5番街104番地、チェスナット通とウォールナット通の間の旧市庁舎のすぐ南側にある。同協会の本部とするために1785年から1789年にかけて建設された。設計者はサミュエル・ヴォーンで、フェデラル様式で設計された。
1890年には図書室を拡張するために3階が増築されたが、インディペンデンス国立歴史公園を創設する際に、建設当時の姿に復元するために、1948年から1950年にかけて増設部分が撤去された。
2001年にはアメリカ哲学協会博物館として一般公開され、歴史・芸術・科学の接点を探るテーマ別の展示が行われている。館内には、APSが所蔵する美術品、科学機器、オリジナル原稿、希少本、自然史標本、あらゆる種類の珍品、そして他の機関から貸与された品が展示されている。

### 図書館

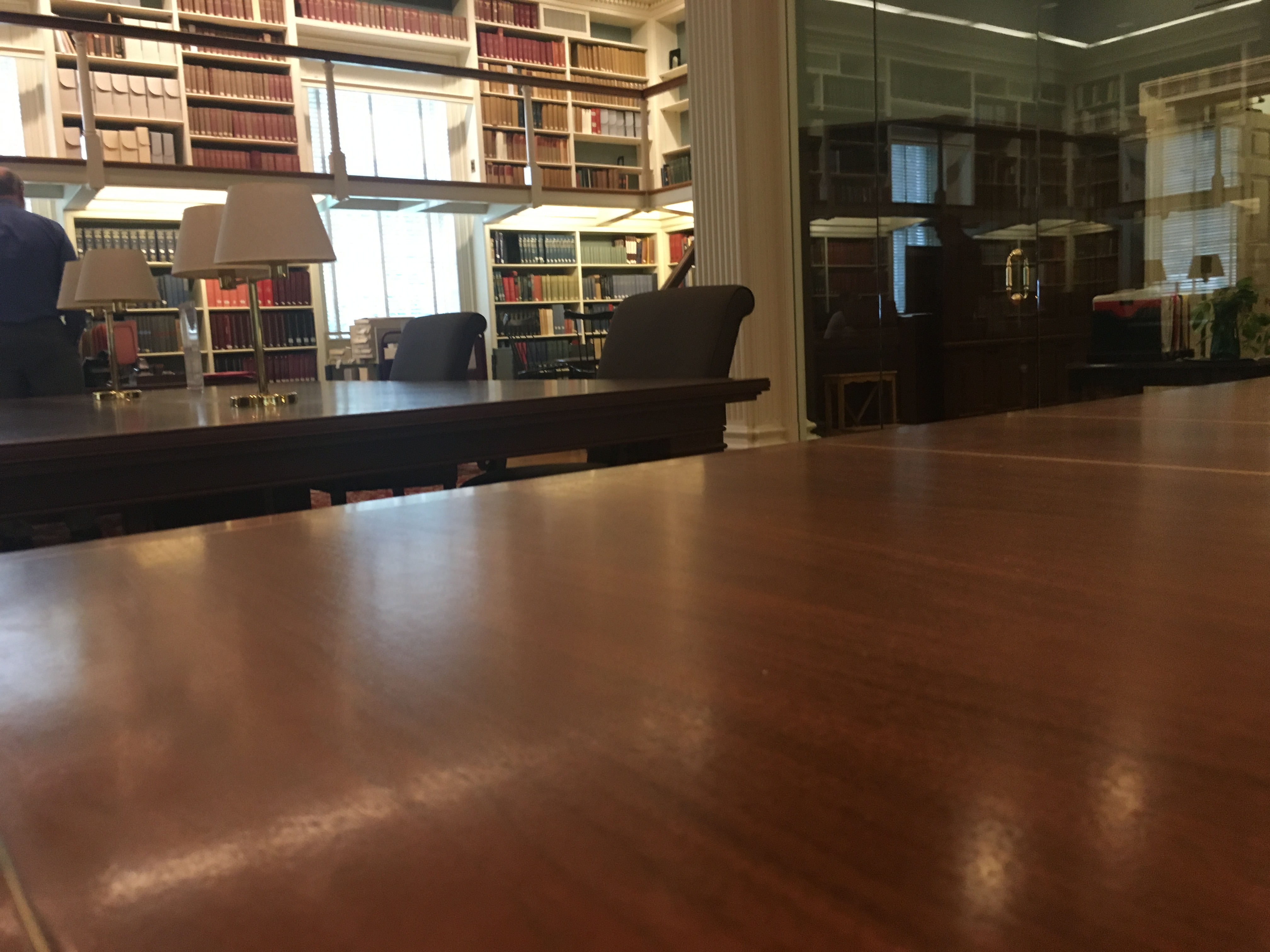
図書館の閲覧室（2019年撮影）

1789年から1790年にかけて、フィラデルフィア図書館会社(LCP)がAPS本部の向かいに本社を建設した。1884年にLCPはその建物を売却し、1887年にドレクセル・ビル(Drexel & Company Building)の拡張のために取り壊された。
ドレクセル・ビルが1950年代半ばに解体された後、APSは1958年に、かつてLCPの建物があったのと同じ場所に図書館を建設した。そのファサードは、LCPのものを再現した。

### ベンジャミン・フランクリン・ホール
APSは、1854年から1855年にかけてチェスナット通り425-29番地に建設された旧ファーマーズ&メカニクス銀行の建物を修復し、ベンジャミン・フランクリン・ホールとした。この建物は、ジョン・M・グリーズの設計により、イタリア様式で建てられた。現在は、会議や主要なイベントの会場として使用されている。

### リチャードソン・ホール
ベンジャミン・フランクリン・ホールのすぐ西側、チェストナット通り431番地にあるコンスタンス・C・アンド・エドガー・P・リチャードソン・ホールは、アディソン・ハットンが設計し、1871年から1873年にかけてペンシルバニア生命保険年金会社ビルとして建設された。ここにはオフィスと科学・技術・医学史のコンソーシアムが入っている。

## ギャラリー

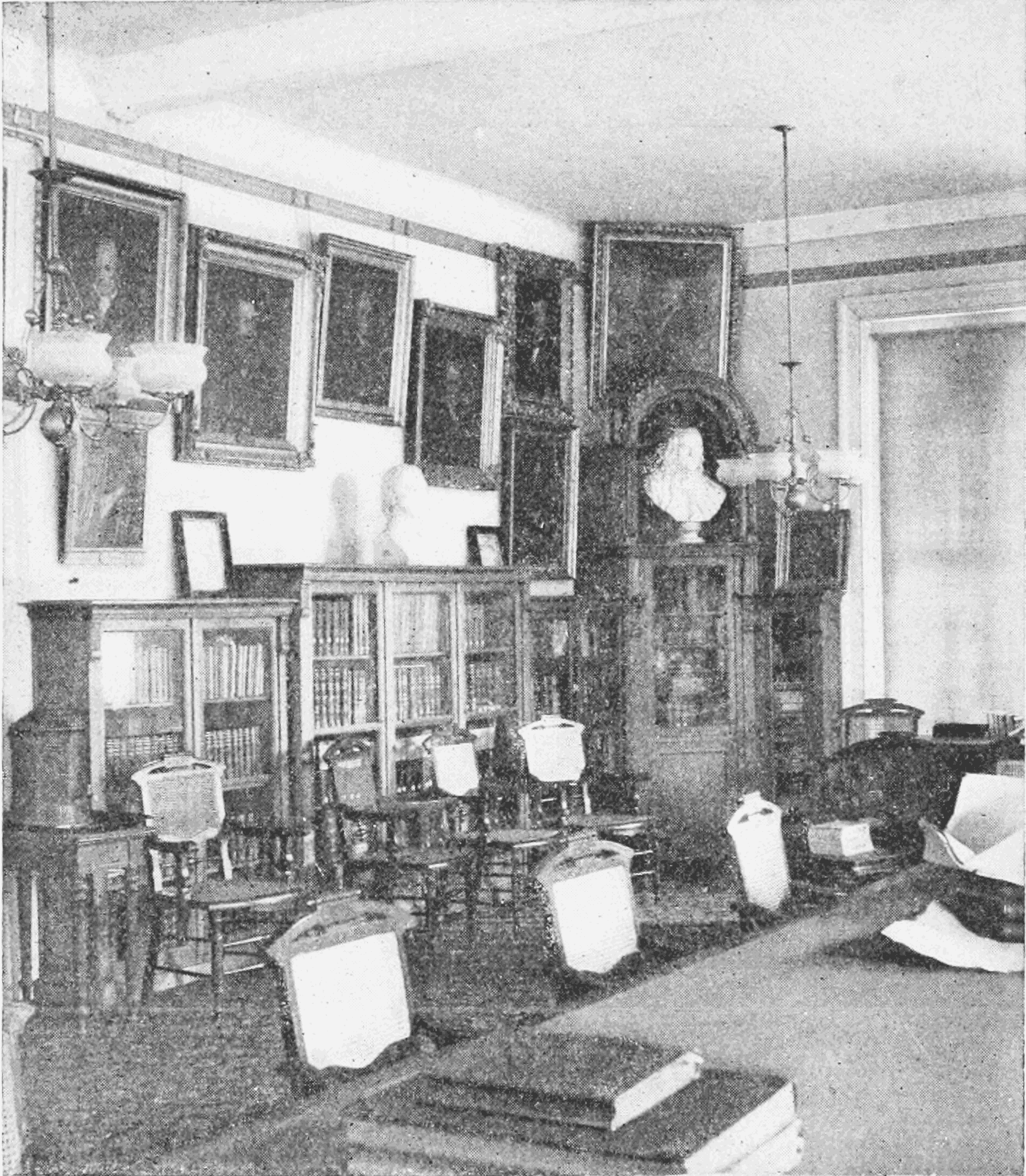
哲学会館の内装（1901年頃）
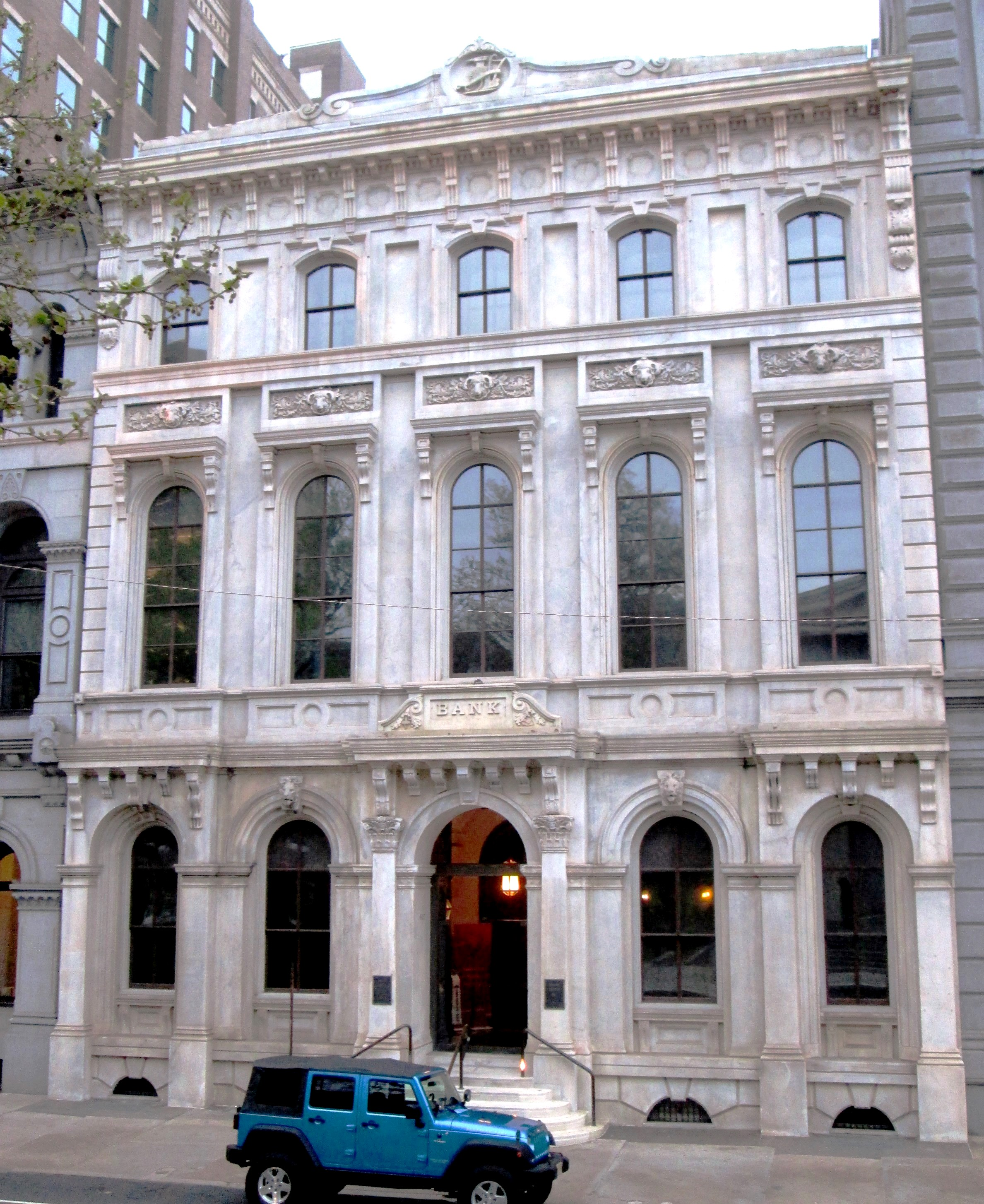
ベンジャミン・フランクリン・ホール（2013年撮影）
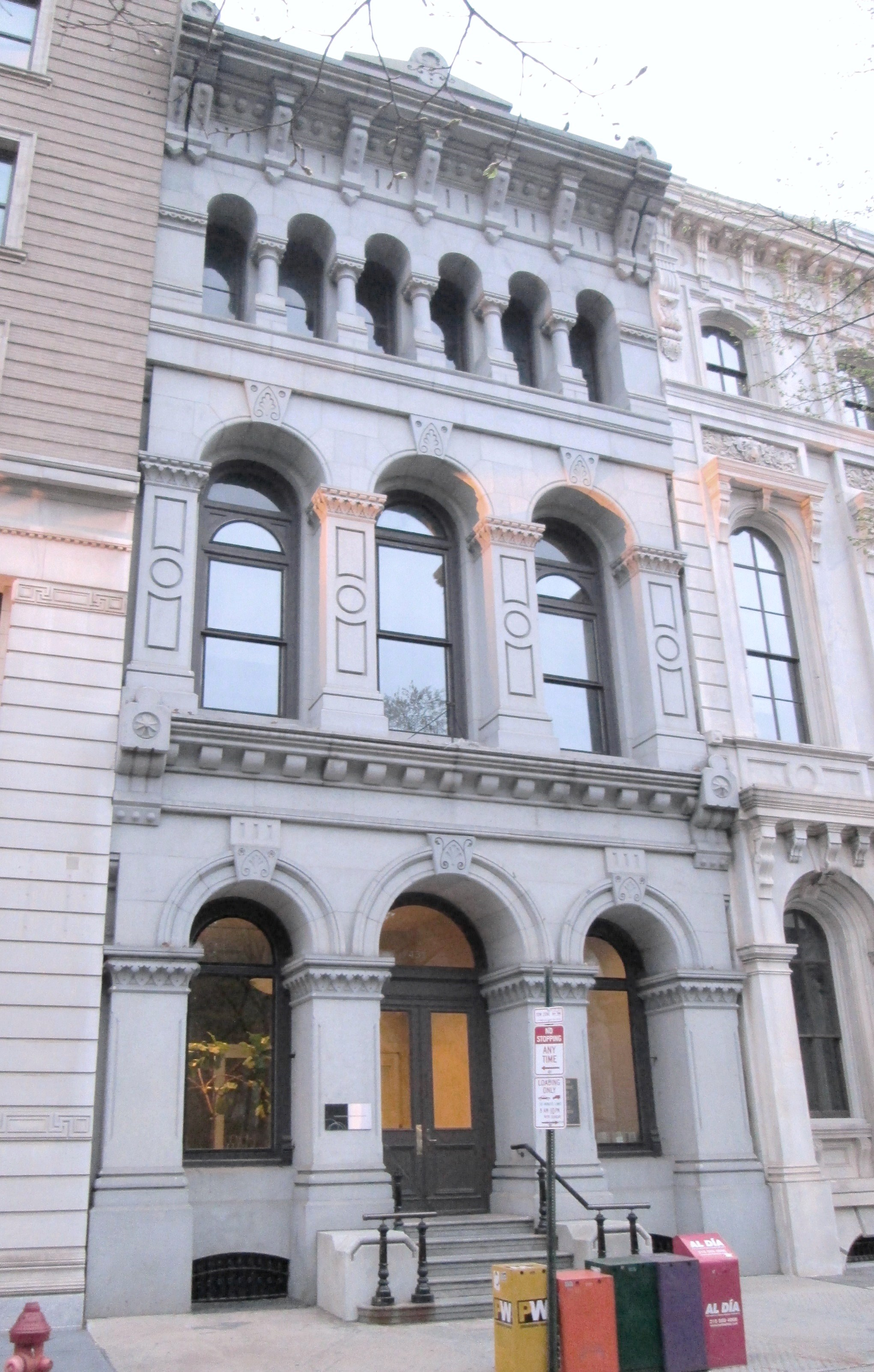
リチャードソン・ホール（2013年撮影）

### 情報源
Works cited
- James, Edward T. (1971). Notable American Women, 1607–1950: A Biographical Dictionary. Harvard University Press. p. 26. ISBN 978-0-674-62734-5